# Гойто
Гойто (итал. Goito) — коммуна в Италии, располагается в регионе Ломбардия, подчиняется административному центру Мантуя.
Население составляет 9927 человек (на 2004 г.), плотность населения составляет 123 чел./км². Занимает площадь 78 км². Почтовый индекс — 46044. Телефонный код — 0376.
Покровителем коммуны почитается святой апостол Пётр, празднование 29 июня.

## Города-побратимы
- Байнфурт, Германия (2005)